# باولو أنطونيو دي أوليفيرا
باولو أنطونيو دي أوليفيرا (بالبرتغالية: Paulo Antônio de Oliveira‏) (16 يوليو 1982 في كويابا في البرازيل – )؛ هو لاعب كرة قدم كان يلعب كمهاجم.

## وصلات خارجية
- باولو أنطونيو دي أوليفيرا على موقع رابطة كرة القدم اليابانية للمحترفين (اليابانية)
- باولو أنطونيو دي أوليفيرا على موقع قاعدة بيانات كرة القدم.إي يو (الإنجليزية)
- باولو أنطونيو دي أوليفيرا على موقع Soccerway.com (الإنجليزية)
- باولو أنطونيو دي أوليفيرا على موقع عالم كرة القدم.نت (الإنجليزية)